# Liste von Einkaufszentren in Istanbul

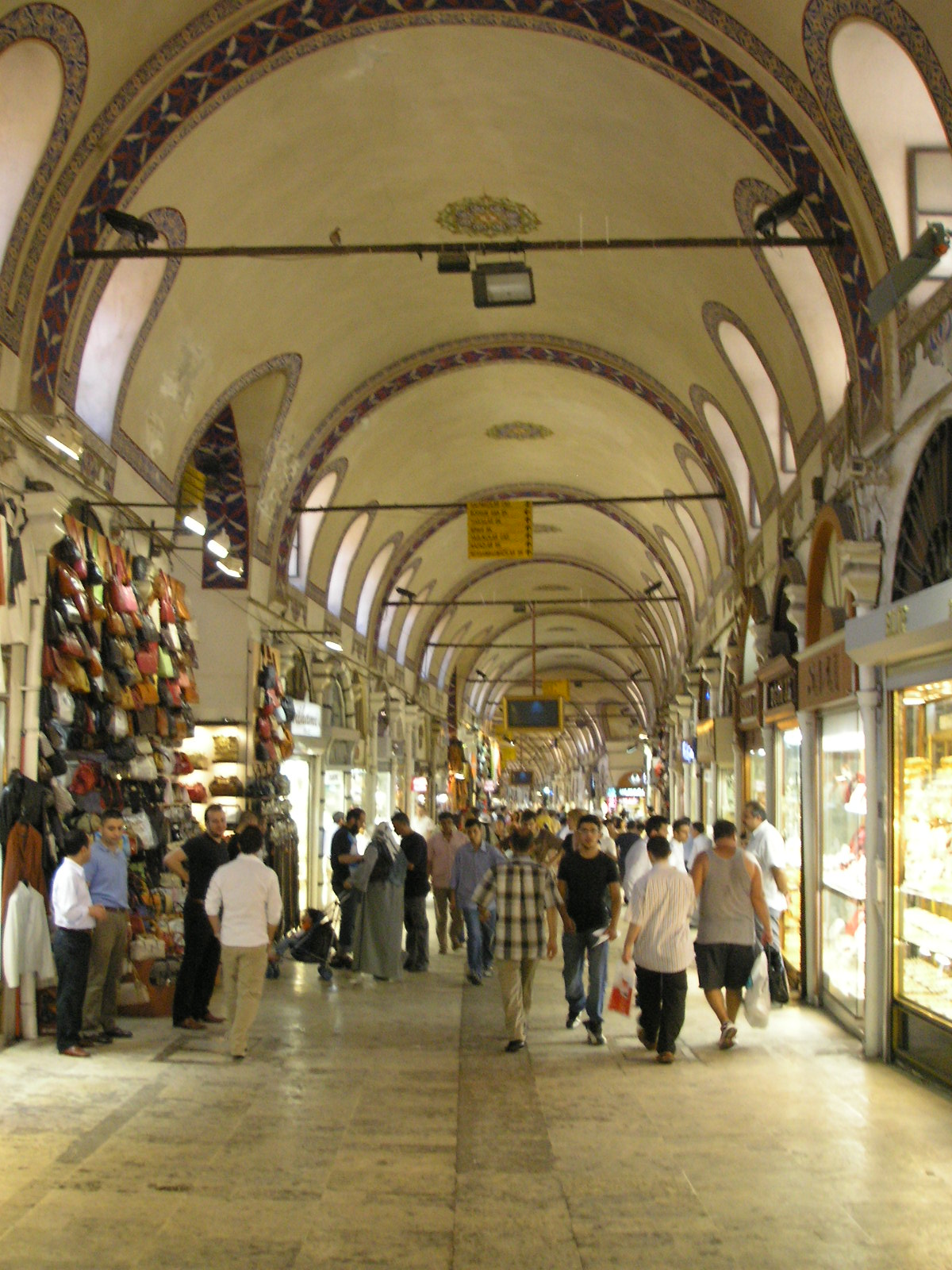
Die Kalpakçılar Başı Caddesi im Großen Basar

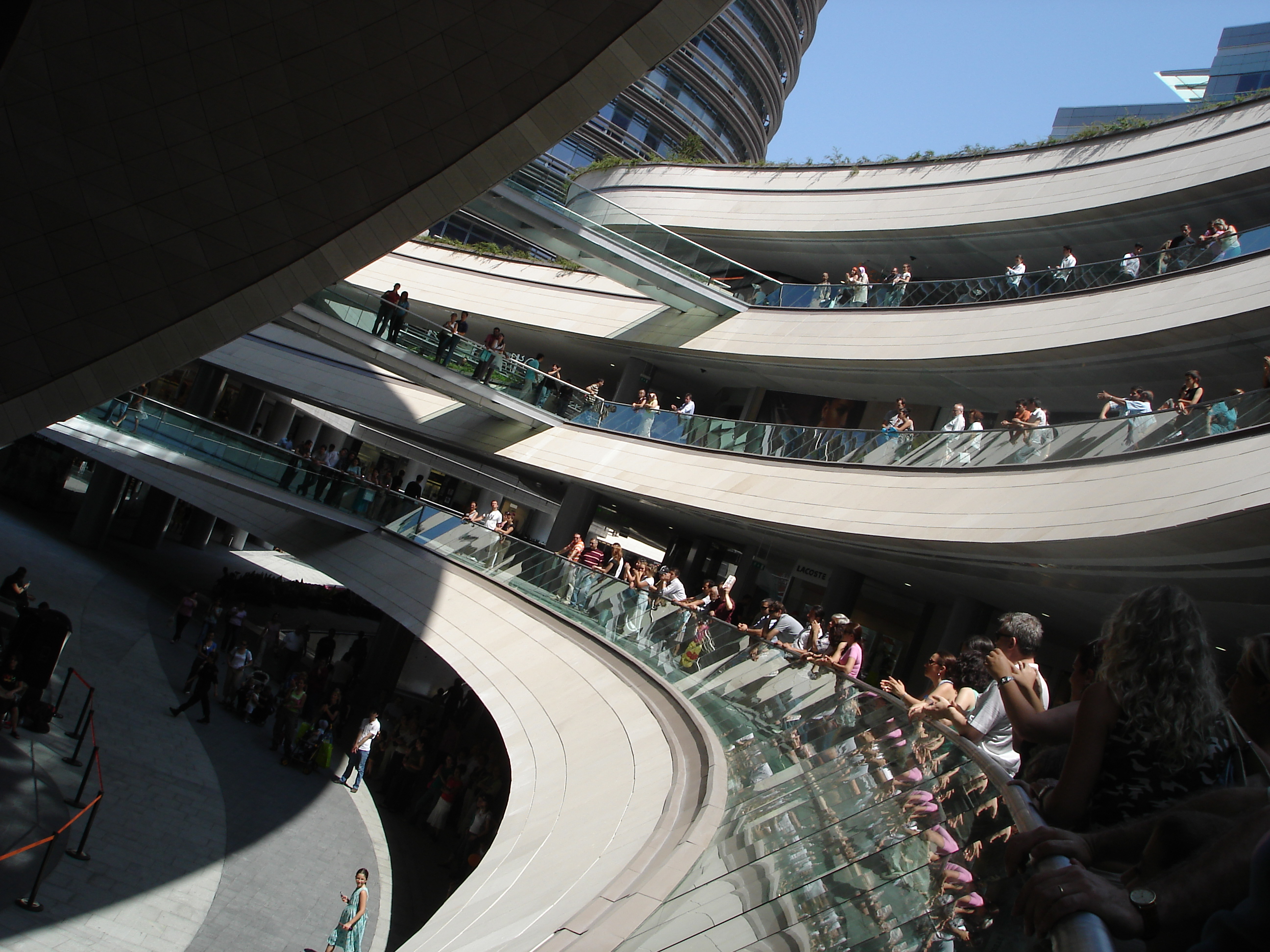
Architektur der Kanyon Mall

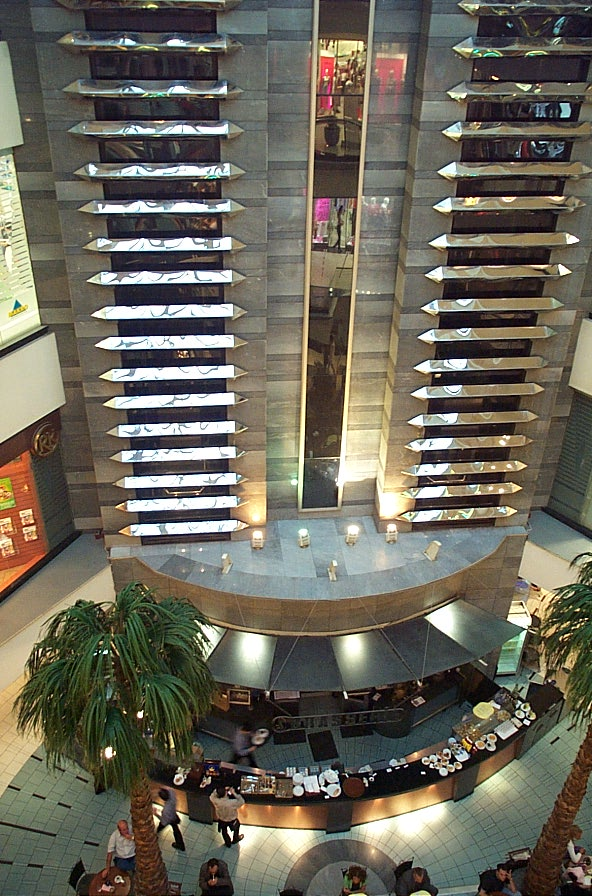
Das renovierte Akmerkez in Etiler

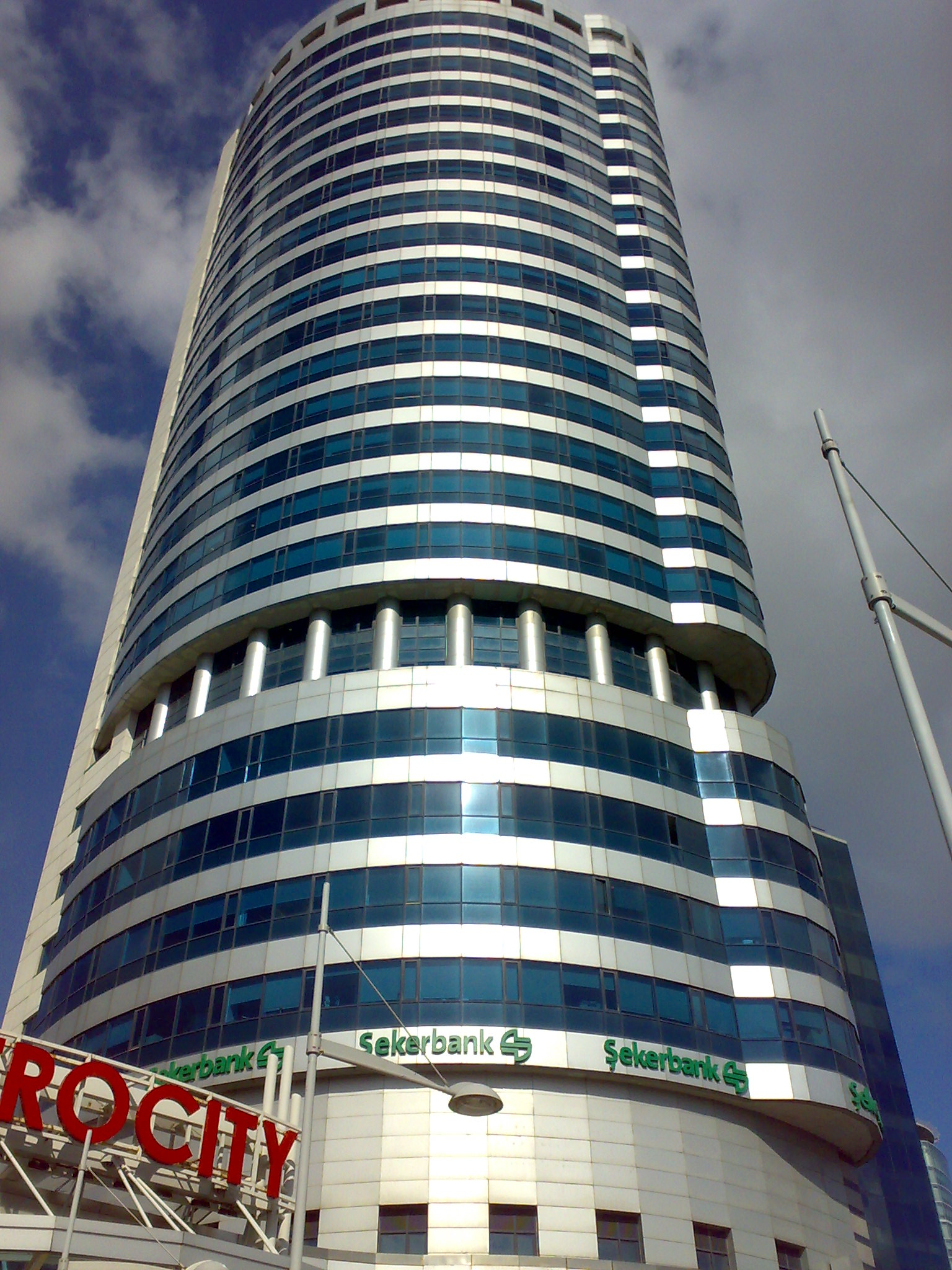
Metrocity in Levent

Diese Liste von großen Einkaufszentren in Istanbul führt moderne „Shoppingcenters“ – Großunternehmen der Immobilienbranche, jetzt auch Shopping Mall genannt, und traditionelle überdachte Marktzentren, also gemeinsame Einrichtungen der Basarhändler, in Istanbul, Türkei, auf. Die türkische Abkürzung für Einkaufszentrum lautet AVM — Alışveriş Merkezleri.

## Historische Basare
- Großer Basar (1461), Fatih
- Ägyptischer Basar  (1660), Fatih

## Moderne Zentren
- Akmerkez (1993), Etiler, Beşiktaş
- Atirus Shopping Center (2005), Büyükçekmece
- Capitol Shopping Center (1993), Üsküdar
- Carousel Shopping Center (1995), Bakırköy
- Carrefour SA Maltepe Park (2005), Maltepe
- Cevahir Shopping Mall (2005), Şişli (auch Şişli Kültür ve Ticaret Merkezi)
- Galleria Ataköy (1987, erste "Mall"; 138 Geschäfte), Bakırköy
- İstinye Park (2007), İstinye, Sarıyer
- Kanyon (2006), Levent, Beşiktaş
- MetroCity AVM (2003), Levent, Beşiktaş
- Olivium Outlet Center (2000), Zeytinburnu
- Profilo Shopping Center (1998), Mecidiyeköy, Şişli
- Tepe Nautilus (2002), Kadıköy
- Zorlu Center (2013), Beşiktaş
- Mall Of Istanbul (2014), Başakşehir